# Linus Mathes
Linus Mathes (* 3. September 1996 in Berlin, Deutschland) ist ein deutscher Handballtorwart. Seine Körpergröße beträgt 1,93 m.
Der aus Nordheim bei Heilbronn stammende Mathes spielte in der Jugend Handball in Nordheim, Lauffen am Neckar und beim TV Flein, bevor er 2012 in der B-Jugend zur SG BBM Bietigheim kam. In der Jugend wurde Mathes in die Auswahlmannschaften des HVW und des DHB berufen. In Bietigheim wurde er in der Saison 2014/15 neben Einsätzen in der A-Jugend und in der Württembergliga auch in zwei Bundesliga-Spielen eingesetzt.
In der Saison 2015/16 wechselte Mathes zum Oberligisten SG H2Ku Herrenberg, wurde aber mit einem Zweitspielrecht weiterhin bei der SG BBM Bietigheim eingesetzt.
Im Sommer 2016 wechselte Mathes von der SG H2Ku Herrenberg zum Drittligisten TSB Heilbronn-Horkheim. Das Zweitspielrecht wurde vom damaligen Zweitligisten SG BBM Bietigheim auf den Bundesligisten TVB 1898 Stuttgart übertragen.
Zur Saison 2017/18 wurde das Zweitspielrecht vom TVB auf Frisch Auf Göppingen übertragen. Ab der Saison 2019/20 stand er beim Drittligisten Leichlinger TV unter Vertrag. Mittlerweile spielt er beim Regionalisten HG Remscheid.
Mathes hat das Abitur an den Gymnasien I und II im Ellental in Bietigheim-Bissingen absolviert.